# 長連弘
長 連弘（ちょう つらひろ）は、加賀藩年寄。長氏第29代当主。加賀八家長家第9代当主。

## 生涯
文化12年（1815年）、加賀藩年寄本多政礼の次男として生まれる。
文政2年（1819年）2月、外祖父長連愛の継嗣となり、新知2500石を授かる。天保2年（1831年）、連愛の死去により家督と3万3000石の知行を相続し、加賀藩年寄となる。弘化4年（1848年）12月、従五位下大隅守に叙任する。嘉永2年（1849年）、政権を担い、儒者上田作之丞の教えを受けた改革派・黒羽織党による藩政を主導する。嘉永5年（1852年）、前政権を担当していた奥村栄実と協力関係にあった御用商人銭屋五兵衛を投獄して獄死させる。安政元年（1854年）、失脚して藩主前田斉泰に年寄職を罷免される。
安政4年（1857年）4月22日死去。享年43。家督は嫡男の連恭が相続した。

## 連弘が登場する作品
- 小池一夫作・坂本瓢作画『小池一夫選集／捨身の男』（秋田漫画文庫、1982年）